# Ferdinand Grapperhaus
Ferdinand Bernhard Joseph Grapperhaus (ur. 8 listopada 1959 w Amsterdamie) – holenderski prawnik, nauczyciel akademicki i polityk, od 2017 do 2022 minister sprawiedliwości.

## Życiorys
W 1977 ukończył szkołę średnią Aloysius College w Hadze, a w 1984 studia prawnicze na Uniwersytecie Amsterdamskim. Doktoryzował się na tej samej uczelni w 1995. W 1984 podjął praktykę w zawodzie adwokata, specjalizując się w prawie pracy i prawie upadłościowym. Był partnerem w kancelariach Schut & Grosheide oraz Loeff Claeys Verbeke. W 2000 został partnerem amsterdamskiego biura międzynarodowej firmy prawniczej Allen & Overy, w latach 2015–2017 pełnił funkcję prezesa tego oddziału. W 2005 zajął się działalnością dydaktyczną jako profesor europejskiego prawa pracy na Universiteit Maastricht. Publikował m.in. w dzienniku „Het Financieele Dagblad”.
W 2001 dołączył do Apelu Chrześcijańsko-Demokratycznego (CDA). W latach 2006–2015 wchodził w skład Rady Społeczno-Ekonomicznej, głównego rządowego organu doradczego.
W październiku 2017 został ministrem sprawiedliwości w trzecim rządzie Marka Rutte. Urząd ten sprawował do stycznia 2022.